# Cheirodendron trigynum
Cheirodendron trigynum là một loài thực vật có hoa trong Họ Cuồng. Loài này được (Gaudich.) A.Heller mô tả khoa học đầu tiên năm 1895.